# Trichonta submaculata
Trichonta submaculata är en tvåvingeart som först beskrevs av Rasmus Carl Staeger 1840.  Trichonta submaculata ingår i släktet Trichonta och familjen svampmyggor. Arten är reproducerande i Sverige. Inga underarter finns listade i Catalogue of Life.